# Pero variaria
Pero variaria är en fjärilsart som beskrevs av Walker 1860. Pero variaria ingår i släktet Pero och familjen mätare. Inga underarter finns listade i Catalogue of Life.